# Crying Song
„Crying Song“ je třetí skladba anglické rockové skupiny Pink Floyd, která byla nahrána v březnu roku 1969 a vydána 27. července téhož roku na jejich soundtrackovém albu Soundtrack from the Film More. Skladbu napsal baskytarista a tehdejší frontman skupiny Roger Waters. Skladba nebyla nikdy hraná na koncertech.

## Sestava
- David Gilmour – akustická kytara, elektrická kytara, zpěv
- Roger Waters – baskytara
- Rick Wright – vibrafon
- Nick Mason – vířivé bubny